# Muntanyes Simien

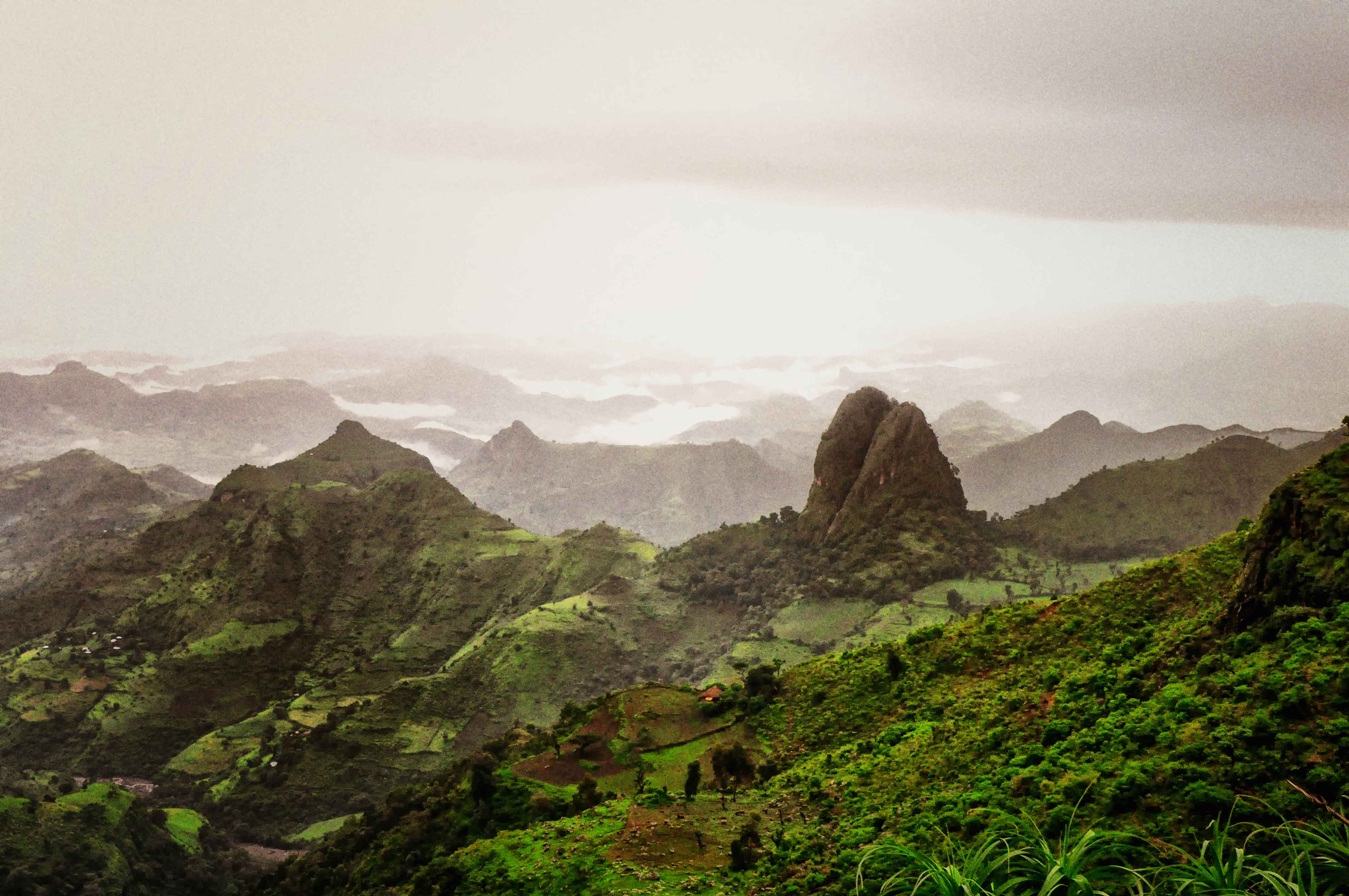
Muntanyes Semien, 2011

Les Muntanyes Simien o Semien o Simen (amhàric: ስሜን, Səmen) són unes muntanyes del nord d'Etiòpia, al nord-est de Gondar, formen part de l'Altiplà d'Etiòpia. Són un Patrimoni de la Humanitat i inclouen el Parc Nacional del Simien. Aquestes muntanyes consten d'altiplans separats per valls i pinacles enlairats. El seu pic més alt és el Ras Dashen (4.550 m); altres alçades considerables inclouen els monts Biuat (4.437 m) i el Kidis Yared (4.453 m).
A causa dels seus orígens geològics aquestes muntanyes són gairebé úniques i només el Drakensberg d'Àfrica del Sud es va formar de la mateixa manera i són d'aspecte similar.

## Història
Malgrat que la paraula Semien significa "nord" en idioma amhàric, segons l'especialista Richard Pankhurst la forma ancestral d'aquesta paraula realment significa "sud" en idioma Ge'ez, perquè aquestes muntanyes es troben al sud d'Axum, que antigament era el centre de la civilització etíop.
Els Semiens són notables pel fet de ser un dels pocs llocs de l'Àfrica on regularment hi neva. Al segle IV van ser descrits com Monumentum Adulitanum com a muntanyes militarment inaccessibles a causa de la neu. Al segle xvii el clergue jesuïta Jerónimo Lobo va donar testimoni que es trobaven nevades. Malgrat això, l'explorador James Bruce va dir que mai hi va veure neu. Al segle xix l'egiptòleg Henry Salt va tornar a dir que els cims estaven nevats.
Malgrat ser molt costerudes presenten viles unides per pistes forestals. Històricament, estaven habitades per jueus etíops (els Beta Israel), els quals van ser atacats pels emperadors cristians i es traslladaren al segle xv a Dembiya.
Cap al final del Zemene Mesafint, Dejazmach Wube Haile Mariam mantingué el seu arsenal i tresor a Mont Hai.

## Galeria

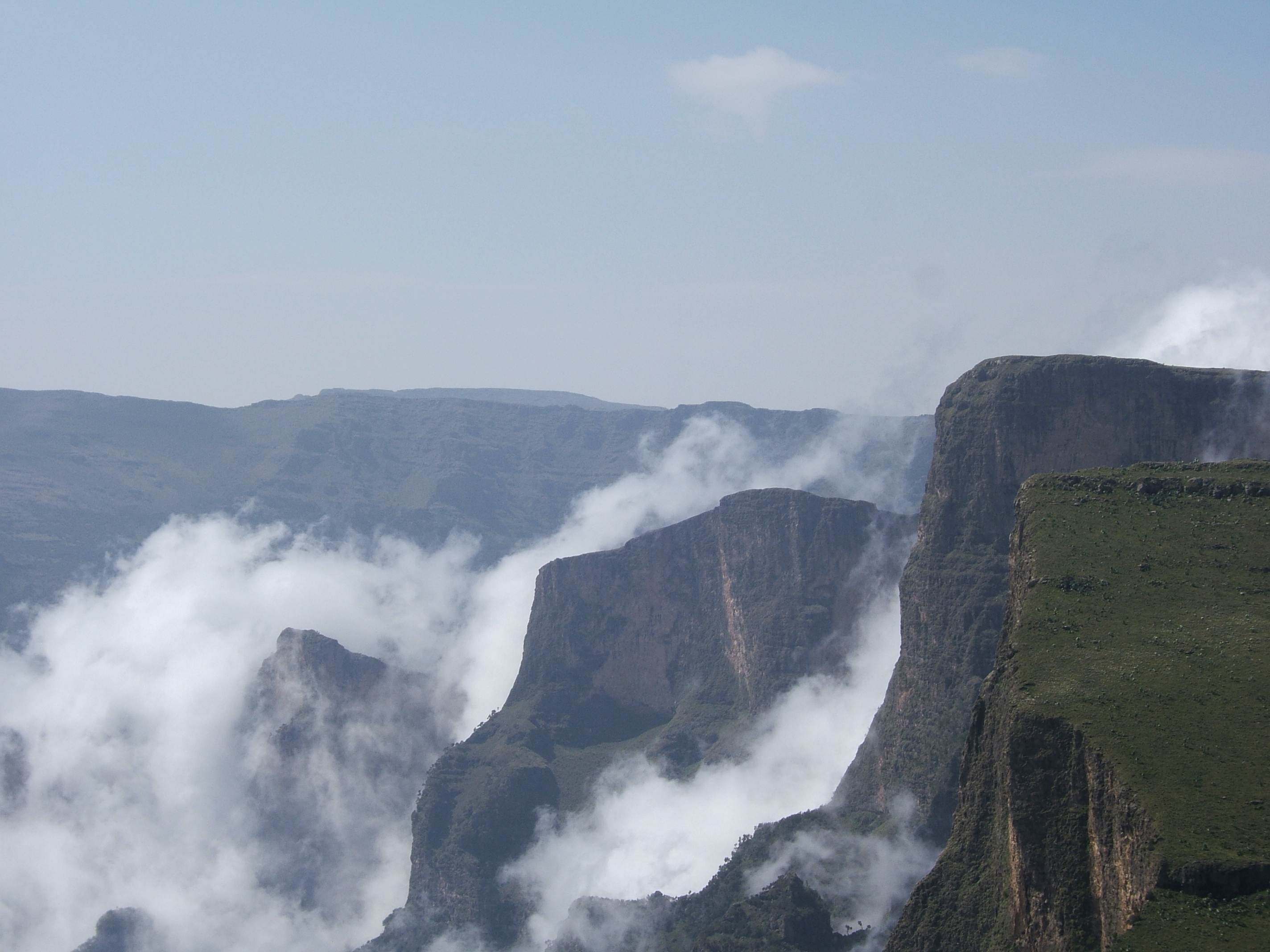
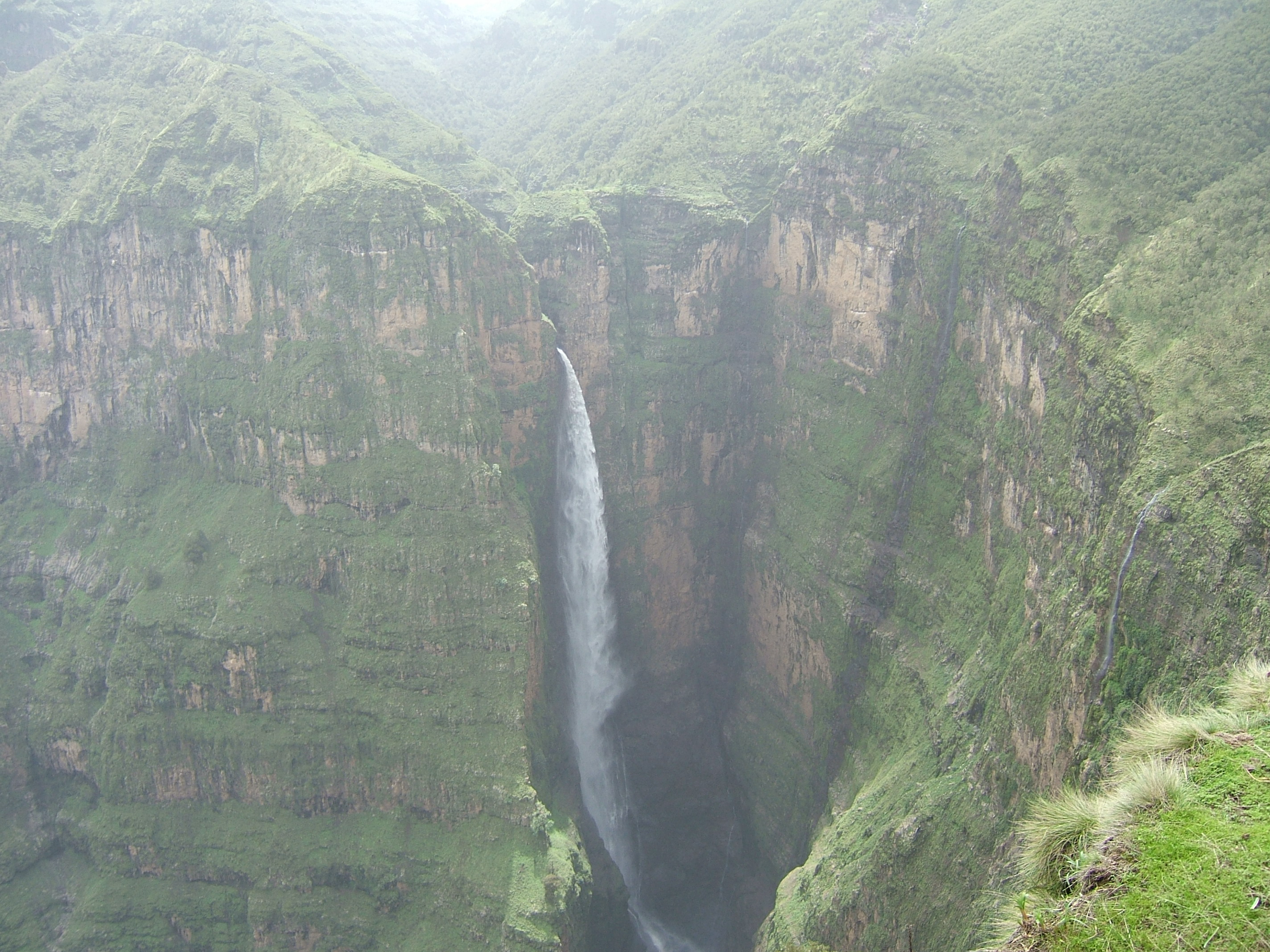
Cascada a les Muntanyes Semien prop de Debarq.
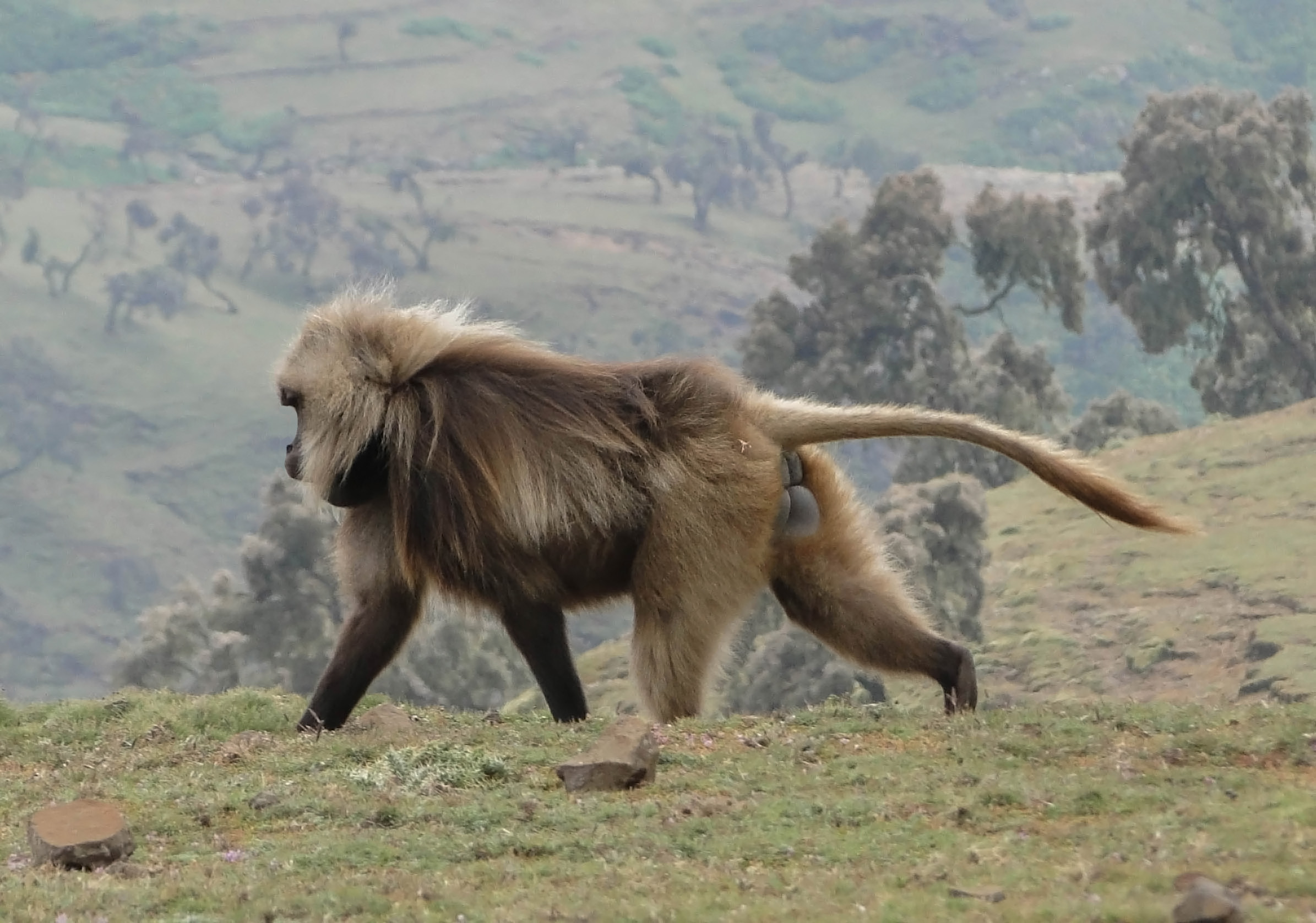
Un gelada a les Muntanyes Semien